# Hanwag
Hanwag GmbH je německá obuvnická firma, založená v roce 1921 Hansem Wagnerem v bavorském Vierkirchenu, specializující se na výrobu turistických a trekkových bot a pohorek. Jde o dceřinou společnost švédské firmy Fenix Outdoor AB.

## Historie
Zakladatel Hans Wagner pocházel z obuvnické rodiny. Kromě jeho otce byli obuvníky i jeho bratři, Adolf a Lorenz Wagnerovi, kteří založili společnosti Hochland, respektive Lowa (akronym jména Lorenz Wagner). Řemeslu se vyučil v Mnichově. Poté se usadil ve Vierkirchenu, kde v roce 1921 založil obuvnickou firmu, jejíž název je akronymem jeho jména (Hans Wagner). Vyráběl pohorky, alpinistickou obuv i lyžařské boty. V 60. letech předal firmu svému synovci Josefu Wagnerovi, který v Hanwagu začínal jako obuvník. V roce 2004, po více než 70 letech působení v rodinné společnosti, ji chtěl předat své dceři. K tomu nakonec nedošlo, jelikož náhle onemocněla a zemřela na rakovinu. Rozhodl se proto společnost prodat. Jeho podmínkou však bylo zachování názvu, zachování místa výroby a ponechání zaměstnanců. Nakonec se rozhodl pro švédskou společnost Fenix Outdoor AB, která je výrobcem obuvi značek Fjällräven, Primus, Tierra, Naturkompaniet a Brunton.